# Les Actualités mondiales
Les Actualités mondiales étaient une presse filmée de propagande, diffusée du 7 août 1940 au 14 août 1942, sous le régime de Vichy, durant la Seconde Guerre mondiale. 

## Histoire
Il s'agit de l'une des dix-sept éditions spéciales de la Deutsche Wochenschau. Elles sont destinées à la zone occupée de la France. En « zone libre », le régime de Vichy diffuse le Journal France- Actualités Pathé, conçu à Marseille.
Édition d'une quinzaine de minutes, Les Actualités mondiales comporte majoritairement des sujets traitant de la situation en France. Les éditions qui suivent, en septembre 1940, sont une simple version pour la France du journal de l'UFA Deutsche-Wochenchau, conçu, monté, sonorisé à Berlin. Il s'agit d'une information de propagande, présentant une vision positive du IIIe Reich et des pays vivant sous sa domination. L'information de guerre y est prépondérante.
À partir d'octobre 1940, le nombre de sujets français augmente, mais les sujets traités relèvent du divertissement : mode, courses à Auteuil. L'optique est de montrer que la vie reprend dans le pays malgré l'Occupation. Ce n'est qu'au journal projeté le 23 octobre 1940, veille de la rencontre de Montoire, que seront évoqués Mers el Kébir (3 juillet 1940) et la tentative de débarquement à Dakar (fin septembre 1940).
Sur la période 1940 à 1942, ce fonds issus des Actualités françaises comporte également quinze sujets documentaires sur la vie quotidienne et sur la présence allemande à Paris, avec entre autres un sujet sur une Soldathenheim (maison du soldat) ainsi qu'un défilé sur les Champs-Élysées en 1941. Aucune indication ne permet d'éclairer l'usage auquel étaient destinés ces documents.
En août 1942 est créé à Paris le journal franco-allemand France-Actualités, qui possède le monopole de l'information cinématographique sur tout le territoire français. Il remplace les actualités de la zone nord et de la zone sud instaurées en 1940.